# جری اسپرینگر
جرالد نورمن جری اسپرینگر (انگلیسی: Jerry Springer؛ زادهٔ ۱۳ فوریه ۱۹۴۴ – درگذشتهٔ ۲۷ آوریل ۲۰۲۳) یک آمریکایی متولد انگلستان بود. او شهردار دموکرات سابق سینسیناتی بود. او یکی موسیقی‌دان و شخصیت تلویزیونی معروف آمریکاست.
او سال‌ها مجری برنامه‌ای با عنوان شوی جری اسپرینگر بود. او این برنامه را تا سال ۲۰۰۷ ادامه داد.او در فیلم زن ۲۴ ساعته بازی کرده است.

## مرگ
اسپرینگر در ۲۷ آوریل ۲۰۲۳ در سن ۷۹ سالگی در خانه خود در اوانستون، ایلینوی درگذشت. سخنگوی خانواده گفت که او چند ماه قبل از مرگش به سرطان پانکراس مبتلا شده بود.

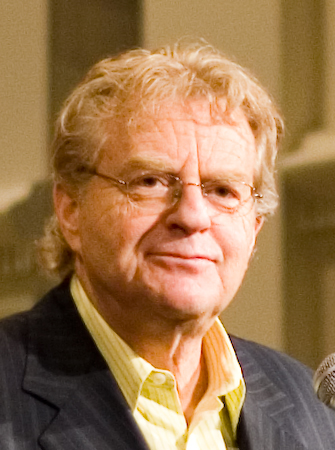
سخنرانی اسپرینگر در دانشگاه اموری در ۲۰۰۷